# ألان كييس
ألان كييس (بالإنجليزية: Alan Keyes) (و. 1950 – م) هو مقدم برامج إذاعية، ودبلوماسي من الولايات المتحدة الأمريكية ولد في لونغ آيلند.
وهو عضو في الحزب الجمهوري .

## التعليم
تعلم في جامعة هارفارد، وجامعة كورنيل.

## روابط خارجية
- ألان كييس على موقع IMDb (الإنجليزية)
- ألان كييس على موقع الموسوعة البريطانية (الإنجليزية)
- ألان كييس على موقع إن إن دي بي (الإنجليزية)
- ألان كييس على موقع قاعدة بيانات الفيلم (الإنجليزية)